# Carlo Manziana
Carlo Manziana (Brescia, 6 luglio 1902 – Brescia, 2 giugno 1997) è stato un vescovo cattolico italiano.

## Biografia
Carlo Manziana nacque a Urago Mella, quartiere occidentale di Brescia, il 6 luglio 1902.
Di salute cagionevole, crebbe con l'aiuto di alcune donne della famiglia e non, che lo soprannominarono Carlino, per distinguerlo dal nonno, da cui aveva, appunto, preso il nome. Appassionato d'arte e letteratura, grazie al nonno pittore e allo zio architetto, farà parte di alcune cerchie artistiche locali. Durante la sua giovinezza diverrà un caro amico di colui, che in seguito, diverrà papa Paolo VI. La sua famiglia, infatti, facendo parte della buona borghesia, soleva organizzare incontri di tipo economico-bancario, ma anche politico-amministrativo, a cui presero parte anche i genitori di Giorgio Montini, colleghi del padre di Manziana. Dopo aver studiato al collegio “Arici”, diretto dall'ordine dei Gesuiti, proseguirà i suoi studi all'università di lettere a Roma. In città, si era già stabilito, un anno prima, dopo il breve soggiorno a Varsavia, l'amico Montini, che lo coinvolse in alcune cerchie universitarie, di cui era animatore. A Roma, Carlo Manziana studierà anche musica sacra all'istituto di piazza S. Agostino, dove stringerà nuove amicizie, con Ferrero e molti altri. A seguito di un ritiro spirituale all'età di diciannove anni a Gussago, frequenterà anche l'Università Cattolica a Milano, approfondendo la sua conoscenza in campo filosofico. Nonostante non abbia conseguito la laurea, a causa della cattiva salute, a ventidue anni, insieme all'amico Ottorino Marcolini, entra a far parte dell'Oratorio San Filippo Neri di Brescia, detto “della Pace”. Proprio in tema della Pace sarà molto caro a Monsignor Manziana, che aveva aderito a svariati gruppi giovanili organizzati nell'immediato dopoguerra, come il famoso “La Fionda”. In questo modo, era riuscito a venire a contatto con persone illustri e preparate sul piano culturale, come il padre barnabita Giovanni Semeria. A seguito dell'influenza di padre Caresana e padre Bevilacqua, sarà ordinato sacerdote nell'Oratorio stesso, il 2 gennaio 1927, all'età di venticinque anni, incontrando ancora una volta l'opposizione del padre. Egli iniziò, poi, la sua attività di insegnante al liceo scientifico Calini e al liceo classico Arnaldo. Fu, inoltre, promotore dei “Gruppi del Vangelo”, indirizzando i giovani ad una pratica religiosa comunitaria, superando l'idea di una religione di tradizione e ambendo a una convinta pratica degli insegnamenti di Gesù. Nel 1943, quindi, appoggiò, anche se indirettamente un movimento antifascista proposto dai suoi stessi studenti.
Accusato di antifascismo fu catturato il 4 gennaio 1944 alle nove di sera, da alcuni militi SS della Polizia di sicurezza con sede in Verona, comandati dal maresciallo Leo Steinweinder e rinchiuso nel carcere di Brescia. Cinque giorni dopo venne trasferito al Forte San Mattia e in seguito al Forte San Leonardo a Verona. Il 29 febbraio, con altri nove bresciani e ad altri venti prigionieri padovani, tra cui il sacerdote Giovanni Fortin fu internato nel campo di concentramento di Dachau. Don Manziana, matricola 64762, riuscì a sopravvivere all'inferno dei lager nazisti; venne liberato il 29 aprile del 1945 dalle truppe americane. In Italia rientrerà solo il 13 luglio seguente. Le difficili esperienze vissute lo portarono spesso a ripetere: “Le idee valgono per quello che costano, e non per quello che rendono”.
Il 19 dicembre 1963 venne nominato da papa Paolo VI vescovo di Crema, venne consacrato il 2 febbraio 1964, mentre l'ingresso risale all'8 marzo 1964.
A Crema iniziò e condusse il cammino di rinnovamento della comunità diocesana alla luce degli insegnamenti del Concilio Vaticano II.
Dopo l'annuncio della nomina vescovile padre Carlo volle disegnare il suo stemma evidenziando la sua origine bresciana e l'esperienza di deportato: la colomba argentea rappresenta la vita di padre della Pace e la casacca a strisce bianche e azzurre di deportato. Nel cartiglio scelse il motto " AD COMMORIENDUM ET CONVIVENDUM " "Non dico questo per condannare qualcuno; infatti vi ho già detto sopra che siete nel nostro cuore, per morire insieme e insieme vivere" (2Cor.7,3).
Nel 1973 istituì la parrocchia di San Carlo nell'omonimo quartiere della città di Crema.
Si ritirò dall'amministrazione della diocesi il 26 settembre 1981.
Morì a Brescia il 2 giugno 1997. È sepolto nella cattedrale di Crema.

## Altri incarichi
Oltre all'incarico di ventiquattresimo vescovo di Crema, ottenne quello di Presidente della commissione della CEI (Conferenza Episcopale Italiana), Presidente del Centro Azione Liturgica (CAL), Presidente di copiose Settimane Liturgiche Nazionali, Presidente dell'Istituto di Scienze Religiose di Villa Cagnola, di Gazzada (VA), nonché quello di membro del Comitato per la revisione del Codice di Diritto Canonico, sezione Sacramenti.

## Carlo Manziana e la Riforma liturgica
Per Mons. Manziana il Concilio Vaticano II e in particolare la costituzione sulla Liturgia furono riferimenti costanti per il suo pensiero.
Il pensiero rinnovato a proposito dell'eucaristia sosteneva che il banchetto sacrificale costituisce la fonte e il vertice di tutta la vita cristiana. infatti il Vescovo invitò i sacerdoti della diocesi di Crema a riflettere sulle decisioni del concilio e quindi prepararsi ai cambiamenti che sarebbero seguiti.
Sosteneva inoltre la necessità della lingua locale, così che il popolo potesse capire fino in fondo la parola di Dio.
«Io confido che il canone, pronunziato dal sacerdote quale grata preghiera, in lingua italiana, con voce chiara e distinta, con raccoglimento e convinzione, evitando la fretta o la lentezza, senza enfasi, o senza monotonia, troverà i fedeli attenti e disposti a entrare nel dinamismo della prece eucaristica, esercitando il loro regale sacerdozio.»
Secondo lui il nuovo rito della messa era un'ulteriore facilitazione per i fedeli, che erano sollecitati a una partecipazione più attiva. Bisognava, inoltre, considerare prima di tutto lo spirito della liturgia. Per partecipare al mistero eucaristico invitava a tenere presenti tre aspetti essenziali: il rito in sé stesso, l'intenzione che esprime, l'esecuzione che lo continua e lo irradia. Cercò di inserire anche i laici nelle celebrazioni liturgiche.

## Opere
Significativa dell'eguaglianza tra l'impegno civico e religioso di Manziana la raccolta di omelie "Un vescovo e la sua città".

## Genealogia episcopale e successione apostolica
La genealogia episcopale è:
- Cardinale Scipione Rebiba
- Cardinale Giulio Antonio Santori
- Cardinale Girolamo Bernerio, O.P.
- Arcivescovo Galeazzo Sanvitale
- Cardinale Ludovico Ludovisi
- Cardinale Luigi Caetani
- Cardinale Ulderico Carpegna
- Cardinale Paluzzo Paluzzi Altieri degli Albertoni
- Papa Benedetto XIII
- Papa Benedetto XIV
- Papa Clemente XIII
- Cardinale Marcantonio Colonna
- Cardinale Giacinto Sigismondo Gerdil, B.
- Cardinale Giulio Maria della Somaglia
- Cardinale Carlo Odescalchi, S.I.
- Cardinale Costantino Patrizi Naro
- Cardinale Lucido Maria Parocchi
- Papa Pio X
- Papa Benedetto XV
- Papa Pio XII
- Cardinale Eugène Tisserant
- Papa Paolo VI
- Cardinale Giovanni Colombo
- Vescovo Carlo Manziana, C.O.

La successione apostolica è:
- Cardinale Marco Cé (1970)

## La Fondazione Carlo Manziana
A Carlo Manziana è intitolata la Fondazione Carlo Manziana, istituita il 23 dicembre 2000. 
È una scuola pubblica riconosciuta dallo Stato, inserita nel sistema nazionale d’istruzione che rende servizio a tutti i cittadini. È inoltre una scuola privata con un proprio progetto educativo.
L'8 aprile 2002 sono stati effettuati i passaggi diretti di gestione della Secondaria di Primo e Secondo Grado ‘Dante Alighieri’, della scuola primaria ‘Ancelle della Carità’, della scuola primaria ‘Buon Pastore - Pia Casa Provvidenza’ e della scuola primaria ‘Canossa” alla Fondazione. Il 1º settembre 2006 è stato effettuato il passaggio diretto della scuola dell’Infanzia ‘Paola di Rosa’. Infine, il 1º settembre 2008 è avvenuto il passaggio anche della scuola dell’infanzia ‘Canossa’.
La Fondazione gestisce le Scuole Cattoliche della Diocesi di Crema:
- Scuole dell’infanzia Paola di Rosa e Canossa
- Scuole primarie Ancelle della Carità, Canossa e Pia Casa Provvidenza
- Scuola secondaria di I grado Dante Alighieri
- Liceo scientifico Dante Alighieri